# Miri Mesika
Miri Mesika (en hebreo, מִירִי מְסִיקָה) (Herzliya, 3 de mayo de 1978) es una cantante y actriz israelí.
De niña estudió solfeo en el conservatorio de su ciudad, aprendiendo a tocar la guitarra y la flauta dulce, y en 1994 ingresó en la escuela secundaria de HaYovel, donde estudió música y teatro, más tarde sirvió como suboficial en el cuerpo de infantería de las Fuerzas de Defensa Israelíes y en 1999, comenzó sus estudios en la escuela de jazz y música contemporánea de Rimon, en Ramat Hasharon; al terminar, estudió arte dramático en la Escuela de Arte Dramático Sofi Moskovich, con la que representó obras como La noche de la iguana y Bodas de sangre. 
Durante sus estudios en Rimon, estuvo en varios grupos musicales, en uno de ellos conoció al músico Ori Zakh, quien más tarde sería su mánager y marido, se casaron el 2 de junio de 2005. También ganó el Festival de la Canción Shirimon de la escuela Rimon. 

## 2004-2005: Estreno musical
Miri Mesika se dio a conocer con un álbum homónimo de la discográfica Anana, producido y remasterizado por Ori Zakh y Shmulik Neufeld. El primer single, Tipa Tipa (טיפה טיפה, "Poco a poco"), tuvo un éxito modesto, pero los siguientes sencillos escritos por Keren Peles, Noviembre (נובמבר) y LeSham (לשם, "Para allá") fueron grandes éxitos, LeSham ganó el premio Galgalatz a la canción del año en 2005. Además Miri Mesika obtuvo dos premios Galgalatz más, a la mejor intérprete femenina y a mejor artista revelación y el disco vendió más de 80.000 copias. 
En 2006, Mesika obtuvo otro premio a la mejor intérprete femenina en los premios Ami de la cadena israelí Music 24.

## 2005-2006: Debut como actriz
Debutó como actriz en el teatro Habima con el musical El rey Salomón y el zapatero Shalmai, que obtuvo el galardón al mejor musical del año en los Premios Israelíes del Teatro. 
En 2006, actuó en la película Shalosh Imahot ("Tres madres"), coprotagonizada por Yoram Hatav y Yehezkel Lazarov y además participó en la banda sonora del film y en la de otra película llamada Aviva Ahuvati ("Aviva, mi amor").

## 2006-2008: Segundo álbum
En 2006, grabó el tema Kluv shel Zahav (כלוב של זהב, "Una cueva de oro") con Teapacks, para su álbum Radio/Musika/Ivrit.
En febrero de 2007, apareció el segundo álbum de Miri Mesika, Shalom LaEmunot (שלום לאמונות, "Adiós a las creencias") producido y remasterizado por su marido Ori Zakh, y con canciones de varios autores como Aya Korem, Keren Peles, Eric Berman o Itay Perl.
Con Shalom LaEmunot, le otorgaron sendos premios Galgalatz y Reshet Gimel a la mejor intérprete y la canción Akhshav Ata Hozer BeHazara (עכשיו אתה חוזר בחזרה, "Ahora que vuelves"), de Eric Berman, ganó el premio Reshet Gimel a la canción del año. En 2008 además, obtuvo otro premio a la mejor intérprete en los premios Ami del canal Music 24. 
En 2007, participó en el film de Amos Gitai "The Dybbuk in Haifa" y en el festival infantil Festigal. 
En marzo de 2008, publicó una versión del tema de Berry Sakharof, Kakha ze (ככה זה, "Así es") para el proyecto Hebrew Labor dedicado al 60 aniversario del estado de Israel. En septiembre, Miri Mesika y Eric Berman editaron la canción Erev Hag (ערב חג, "Víspera de vacaciones"), escrita por Berman y dedicada a Gilad Shalit, un soldado israelí secuestrado dos años por Hamás y ese mismo mes el dueto de Mesika y Ofer Bashan HaOr Yizrah Gam Benifrad (האור יזרח גם בנפרד, "La luz seguirá brillando a distancia") aparecía en el segundo álbum de Bashan. 
En 2008 Mesika fue la narradora del musical Joseph and the Amazing Technicolor Dreamcoat en el teatro Habima y en noviembre de ese año comenzó una gira de conciertos por Israel.

## Discografía
- Miri Mesika, 2005
- Shalom LaEmunot, 2007
- Hebrew Labor, 2008, colaboración.

## Filmografía
- Shalosh Imahot ("Tres madres"), 2006
- The Dybbuk in Haifa, 2007

## Premios
- Galgalatz, mejor artista revelación, 2005.
- Galgalatz, mejor intérprete femenina, 2005, 2007.
- Reshet Gimel, mejor intérprete femenina, 2007.
- Premis Ami de Musiv 24, mejor intérprete femenina, 2006, 2008.